# Bahmativți, Hmelnîțkîi
Bahmativți (în ucraineană Бахматівці) este o comună în raionul Hmelnîțkîi, regiunea Hmelnîțkîi, Ucraina, formată numai din satul de reședință.

## Demografie
Componența lingvistică a comunei Bahmativți
     Ucraineană (95,48%)
     Rusă (2,78%)
     Polonă (1,57%)
     Alte limbi (0,17%)
Conform recensământului din 2001, majoritatea populației comunei Bahmativți era vorbitoare de ucraineană (95,48%), existând în minoritate și vorbitori de rusă (2,78%) și polonă (1,57%).